# Corporación Club Deportivo Universidad de Concepción
Este artículo es sobre la corporación que administra los clubes deportivos de fútbol y baloncesto de la Universidad de Concepción.
La Corporación Club Deportivo Universidad de Concepción es una corporación deportiva chilena, creada por la Universidad de Concepción, de la ciudad de Concepción en la VIII Región del Biobío.
Si bien la Corporación fue fundada oficialmente el 8 de agosto de 1994, el club deportivo de la universidad data de octubre de 1928.
Cobija a un club de fútbol, cuya rama masculina actualmente participa en el Ascenso, y su rama femenina participa en la Primera División, un club de baloncesto, que participa en la Dimayor, dos equipos de gimnasia (uno artístico y otro rítmico), un equipo de voleibol y uno de rugby.

## Presidentes
- 1994-1998: Marcos Israel Miles
- 1999-1999: León Prato Pallares
- 1999-2000: Arnoldo Birke Flores
- 2000-2000: Jaime García Sandoval
- 2001-2002: Augusto Parra Muñoz
- 2002-2003: Francisco Vergara López
- 2003-2004: Iván Arriagada Flores
- 2004-2004: Marcos Israel Miles
- 2004-2004: Francisco Vergara López
- 2004-2005: Iván Arriagada Flores
- 2005-2019: Mariano Campos Ramìrez
- 2019-2022: Daniel González Correa
- 2023: Gustavo Lecaros Lorca

## Ramas

### Básquetbol
Aunque ya participaba décadas antes en la liga de básquetbol chilena bajo la administración directa de la Casa de Estudios. La rama de básquetbol a pasó a formar parte de la Corporación Club Deportivo Universidad de Concepción el 8 de agosto de 1994. 
Fue una de las ocho instituciones gestoras, que conjuntamente con Sportiva Italiana y Deportivo Esperanza de Valparaíso; Unión Española, FAMAE y Thomas Bata de Santiago, Deportivo Español de Talca y Club Naval de Talcahuano, dieron vida en 1979 a la Dimayor y sólo no participó de la competencia durante la temporada de 1981.
Dentro de la misma ha destacado al obtener tres campeonatos, dos de ellos de forma consecutiva, lo que lo trasforma en el cuarto equipo del país con mayor cantidad de torneos obtenidos.

#### Palmarés
Torneos nacionales
- Dimayor (3): 1995, 1997, 1998, 2012
- Dimayor Centro-Sur (1): 2007
- Subcampeón de la Dimayor (5): 1994, 1999, 2000, 2005, 2007/08

### Fútbol
Si bien tiene como antecedente al Universitario, equipo amateur que disputó el Campeonato Regional de Concepción en las décadas de 1940, 1950 y 1960,  junto a equipos como el Deportes Naval, el Lord Cochrane y el Arturo Fernández Vial llegando a ser campeón en 1962, el actual club de fútbol fue fundado el 28 de enero de 1994 y pasó a ser parte de la Corporación el 8 de agosto, junto con la creación de esta.
Tras ascender a Primera B en 1997, en su etapa profesional el club ha obtenido buenos resultados, entre los que destacan la clasificación a la Copa Libertadores y Sudamericana en 2004, además de obtener el subcampeonato del torneo de Clausura 2007 y del torneo 2018.
Desde 2016 UdeC Femenino defiende al club en la Primera División de fútbol femenino de Chile.

#### Palmarés
Torneos nacionales:
- Copa Chile (2): 2008-09, 2014-2015
- Primera B de Chile (1): 2013
- Tercera División de Chile (1): 1997
- Subcampeón de la Primera División de Chile (2): Clausura 2007, 2018
- Subcampeón de la Primera B de Chile (1): 2002

### Rugby

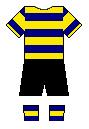
Uniforme de la rama de rugby de la Universidad de Concepción.

Si bien la rama de Rugby de la Universidad de Concepción compite hace más de 30 años en distintos torneos regionales y nacionales, esta pasa a formar parte de la Corporación Club Deportivo Universidad de Concepción recién en 1995. Cuenta con cuatro divisiones: adultos, juveniles, intermedia e infantiles.
Actualmente la rama se desempeña en la Asociación de Rugby de Santiago (ARUSA), en la cual ha logrado importantes triunfos destacándose la obtención de los Torneos de Apertura en los años 1996 y 1997, así como la obtención de la Copa de Plata (segunda categoría del rugby chileno) en la temporada 1998. Cabe resaltar que el club se ha destacado por su juego limpio siendo condecorado por ello en 1999.
Además de su participación en la competencia de la ARUSA, la rama ha realizado giras nacionales e internacionales. 

#### Palmarés
Torneos regionales
- Torneo "Seven a Side" Regional: 1995
- Vicecampeón Equipo Juvenil en Torneo ARUCO Emergente 2008
- 'Campeón' del Torneo ARUCO 2008
- Vicecampeón Torneo Seven a Side Jorge Morandé 2008
- Copa de Plata Seven a side ARUCO 2008
- 'Campeón Torneo U.S.S Seven a Side ARUCO Emergente 2008

Torneos nacionales
- Copa de Plata: 1998
- Torneo de Apertura 1ª División: 1996, 1997
- Torneo de Apertura 2ª División: 1996, 1998
- Subcampeón del Campeonato Central de Rugby (1): 1996
- Subcampeón del Campeonato Central de Rugby (1): 2004